# نوريا أكمان
نوريا أكمان (بالتركية: Nuriye Akman)‏ ( ولدت في عام 1957 في مدينة سامسون ) صحفية ، و كاتبة وكاتبة مقالات بالعمود. و أجرت نوريا أكمان مقالات صحفية مع المشاهير في العالم في مختلف المجالات مثل السياسة ، و الثقافة ، و الفن ، و الرياضة ، و الأعمال و المجلات وكانت هذه المدة أكثر من خمس وعشرون عاماً.
ولدت نوريا أكمان في عام 1957 في محافظة لاديك بمدينة سامسون. قضت نوريا أكمان كل حياتها التعليمية في مدينة أنقرة و التحقت بكلية الإتصالات بجامعة غازي وتخرجت منها. وعقب عملها في بنك سومر لمدة ثلاث أعوام قد التحقت بجريدة ميليت. وخلال أعوا 1985 – 1993 عملت في صحيفة الحرية وخلال أعوام 1993 – 2002 عملت نوريا أكمان في صحيفة الصباح. وفي عام 2004 ألقت محاضرات بعنوان " تقنيات المقابلات الصحفية " وذلك في كلية الإتصالات بجامعة بهتيشهر. وقدمت نوريا أكمان و أعدت برنامج بعنوان " الصياد الرقيق " على قناة تي أر تي و برنامج بعنوان " التعاطف " على قناة سكاي تورك. كتبت نوريا أكمان ثلاثة روايات كما أنها وضعت أقوالها ومقابلاتها في كتباً ونشرتها. تعد نوريا أكمان شقيقة علي أورال مالك دار نشر شولي وتعد أيضاً والدة طفل. وقد ألقت نوريا أكمان محاضرات بعنوان " تقنيات الإستجواب "  وذلك في ورشة إتصالات نوريا أكمان " حيث أنها قد فتحتها في شجرة الفستق بأوسكودار. وقد واصلت نوريا أكمان كتابة مقالات في صحيفة الوقت. كما أن نوريا أكمان تواصل إبداعها على جدول الأعمال وذلك من خلال الضيوف الكرام التي تستضيفهم كل أسبوع في برنامج " الجذاب " حيث أنه برنامج تعده نوريا كل يوم خميس الساعة 20: 10 مساءً على قناة أخبار تي أر تي.

## الجوائز التي حازت عليها
•	جائزة النجاح في مجال المقابلات الصحفية بجمعية الصحفيين التركيين في عام 1998
•	جائزة الرواية بإتحاد الكتاب التركيين في عام 2007

## أعمالها
•	التنفس ( رواية )
•	الكتان ( رواية )
•	من ( رواية )
•	الصياد الرقيق
•	لافتة النواب
•	الحشود
•	ليس هناك أسئلة أخرى
•	خمسون كلمة \ رسائل من عدنان مندريس إلى برين مندريس في يسيدا
•	حقل المنجم \ أسئلة تلتزم بالحدود
•	المواجهة \ 205 يوماً في إضراباً عن الطعام
•	فتح الله جولن في الغربة
•	كل عنبك وإسال عن الصلة

## وصلات خارجية
•	الموقع الإلكتروني لنوريا أكمان